# Catoria parva
Catoria parva là một loài bướm đêm trong họ Geometridae.